# Campeonato Europeo de Triatlón de 1990
El VI Campeonato Europeo de Triatlón se celebró en Linz (Austria) el 26 de agosto de 1990 bajo la organización de la Unión Europea de Triatlón (ETU) y la Federación Austríaca de Triatlón.

## Resultados
| Evento    | Oro                                   | Plata                                 | Bronce                                     |
| --------- | ------------------------------------- | ------------------------------------- | ------------------------------------------ |
| Masculino | Fons Hamblock · Bélgica · 1:50:29     | Robert Barel · Países Bajos · 1:50:46 | Wolfgang Kattnig · Austria · 1:50:47       |
| Femenino  | Thea Sybesma · Países Bajos · 2:04:01 | Simone Mortier RFA 2:05:04            | Isabelle Mouthon-Michellys Francia 2:07:36 |

## Medallero
| Núm. | País         | Oro | Plata | Bronce | Total |
| ---- | ------------ | --- | ----- | ------ | ----- |
| 1    | Países Bajos | 1   | 1     | 0      | 2     |
| 2    | Bélgica      | 1   | 0     | 0      | 1     |
| 3    | RFA          | 0   | 1     | 0      | 1     |
| 4    | Austria      | 0   | 0     | 1      | 1     |
| 4    | Francia      | 0   | 0     | 1      | 1     |
|      | TOTAL        | 2   | 2     | 2      | 6     |